# Échame la culpa
Singles de Luis Fonsi
Kissing Strangers (Remix)
(2017)
Singles par Demi Lovato
Tell Me You Love Me
(2017)
Échame la culpa est une chanson du chanteur portoricain Luis Fonsi et la chanteuse américaine Demi Lovato. Elle a été écrite par Fonsi, Alejandro Rengifo, Andrés Torres y Mauricio Rengifo, sous la production de ces deux derniers. La chanson a été lancée sous Universal Music Latino, Republic Records et Islands Records le 17 novembre 2017.

## Vidéo musicale
La vidéo musicale commence avec Demi Lovato dans sa chambre, avant que le duo soit dans un entrepôt où l'on célèbre une fête,,. En 24 heures la vidéo a été vue 17 millions de fois, ce qui lui a permis de devenir la vidéo latine la plus vue dans les premières 24h, et de rentrer dans la liste des vidéos les plus visionnées dès le premier jour de leur publication, aux côtés de Shape of You ou encore de Look What You Made Me Do. C'est la cinquième vidéo Youtube à avoir atteint 1 milliard de vues.

## Positionnement dans les listes
Positions hebdomadaires obtenus par Échame la culpa

### Hebdomadaires
| Pays               | Liste                       | Meilleure position |
| ------------------ | --------------------------- | ------------------ |
| 2017               |                             |                    |
| Allemagne          | Official German Charts      | 6                  |
| Argentine          | Monitor Latino              | 1                  |
| Australie          | ARIA Singles Chart          | 80                 |
| Autriche           | Ö3 Austria Top 40           | 4                  |
| Belgique (Fla)     | Ultratop                    | 9                  |
| Belgique (Wall)    | Ultratop                    | 5                  |
| Bolivie            | Monitor Latino              | 1                  |
| Brésil             | Brasil Hot 100              | 47                 |
| Canada             | Canadian Hot 100            | 35                 |
| Chili              | Monitor Latino              | 1                  |
| Colombie           | National Report             | 7                  |
| Colombie           | Monitor Latino              | 5                  |
| Costa Rica         | Monitor Latino              | 1                  |
| Croatie            | HRT                         | 13                 |
| Équateur           | National Report             | 1                  |
| Équateur           | Monitor Latino              | 1                  |
| Écosse             | Scottish Singles Chart      | 25                 |
| Espagne            | PROMUSICAE                  | 1                  |
| Espagne            | Los 40                      | 1                  |
| États-Unis         | Billboard Hot 100           | 47                 |
| États-Unis         | Hot Latin Songs             | 1                  |
| France             | SNEP                        | 6                  |
| Guatemala          | Monitor Latino              | 1                  |
| Honduras           | Monitor Latino              | 1                  |
| Hongrie            | Single Top 40               | 3                  |
| Irlande            | IRMA                        | 40                 |
| Italie             | FIMI                        | 6                  |
| Lettonie           | Latvijas Top 40             | 21                 |
| Libane             | The Oficial Lebanese Top 20 | 1                  |
| Mexique            | Mexico Espanol Airplay      | 1                  |
| Mexique            | Monitor Latino              | 1                  |
| Nicaragua          | Monitor Latino              | 5                  |
| Norvège            | VG-lista                    | 12                 |
| Nouvelle-Zélande   | NZ Top Heatseekers          | 3                  |
| Pays-Bas           | Dutch Top 40                | 19                 |
| Panama             | Monitor Latino              | 1                  |
| Paraguay           | Monitor Latino              | 1                  |
| Pérou              | Monitor Latino              | 1                  |
| Philippines        | Philippine Hot 100          | 48                 |
| Pologne            | Polish Airplay Top 100      | 4                  |
| Portugal           | AFP                         | 2                  |
| Royaume-Uni        | UK Singles Chart            | 46                 |
| République tchèque | Singles Digitál Top 100     | 18                 |
| Russie             | Tophit                      | 13                 |
| Salvador           | Monitor Latino              | 1                  |
| Serbie             | Top 50 Srbija               | 9                  |
| Slovaquie          | Sinles Digital Top 100      | 3                  |
| Slovénie           | Slo Top50                   | 7                  |
| Suède              | Sverigetopplistan           | 6                  |
| Suisse             | Schweizer Hitparade         | 2                  |
| Uruguay            | Monitor Latino              | 1                  |
| Venezuela          | National Report             | 34                 |
| Venezuela          | Monitor Latino              | 7                  |

### Annuelles
| Pays      | Liste          | Meilleure position |
| --------- | -------------- | ------------------ |
| 2017      |                |                    |
| Honduras  | Monitor Latino | 68                 |
| Nicaragua | Monitor Latino | 46                 |

## Certifications
| Pays       | Organisme certificateur | Certification   | Ventes  | Ref.   |
| ---------- | ----------------------- | --------------- | ------- | ------ |
| Belgique   | BEA                     | Or              | 15 000  | [ 58 ] |
| Canada     | Music Canada            | Or              | 40 000  | [ 59 ] |
| Espagne    | PROMUSICAE              | 2 x Platinum    | 80 000  | [ 60 ] |
| États-Unis | RIAA                    | Diamant (Latin) | 780 000 | [ 61 ] |
| France     | SNEP                    | Or              | 75 000  | [ 62 ] |
| Italie     | FIMI                    | Platinum        | 50 000  | [ 63 ] |
| Mexique    | AMPROFON                | Platinum        | 60 000  |        |
| Suède      | IFPI-Suède              | Or              | 20 000  | [ 64 ] |